# Tuxenia
Tuxenia är ett släkte av kvalster. Tuxenia ingår i familjen Protoribatidae.
Kladogram enligt Catalogue of Life:
| Tuxenia | \| \| Tuxenia brevis \| \| \| \| \| \| Tuxenia complicata \| \| \| \| \| \| Tuxenia manantialis \| \| \| \| |
|         | \| \| Tuxenia brevis \| \| \| \| \| \| Tuxenia complicata \| \| \| \| \| \| Tuxenia manantialis \| \| \| \| |
|         | Cribrozetes                                                                                                 |
|         | |
|         | Liebstadia                                                                                                  |
|         | |
|         | Perxylobates                                                                                                |
|         | |
|         | Protoribates                                                                                                |
|         | |
|         | Setoxylobates                                                                                               |
|         | |
|         | Sicaxylobates                                                                                               |
|         | |
|         | Transoribates                                                                                               |
|         | |
|         | Trixylobates                                                                                                |
|         | |
|         | Vilhenabates                                                                                                |
|         | |
|         | Tuxenia brevis                                                                                              |
|         | |
|         | Tuxenia complicata                                                                                          |
|         | |
|         | Tuxenia manantialis                                                                                         |
|         | |

|  | Tuxenia brevis      |
|  |                     |
|  | Tuxenia complicata  |
|  |                     |
|  | Tuxenia manantialis |
|  |                     |